# Glyptocephalus
Glyptocephalus is een geslacht van straalvinnige vissen uit de familie van schollen (Pleuronectidae).

## Soorten
- Glyptocephalus cynoglossus (Linnaeus, 1758) – Hondstong
- Glyptocephalus kitaharae (Jordan & Starks, 1904)
- Glyptocephalus stelleri (Schmidt, 1904)
- Glyptocephalus zachirus Lockington, 1879 – Amerikaanse schol